# Grossius
Grossius es un género extinto de peces sarcopterigios que vivieron durante el periodo Devónico en España.